# 五使嶼
五使嶼，是台灣民間傳說中位於東部外海的神秘島嶼，上頭有生人居住。

## 地點
傳說中五使嶼位於蘇澳外海，天氣好時還可以看見，曾有基隆的漁夫在捕魚時無意間到達當地。

## 地形
五使嶼的周長約百里（五十公里）左右，周圍有五個海灣，只有兩個可以繫舟、其餘的充滿礁石只能以竹筏進入；島上有五座山峰和廣大的綠地，還有壯觀的瀑布。氣候則跟台灣本島差不多。除此之外，據說五使嶼旁還有個更小的沙嶼，樣子就像馬坐臥在地上。

## 生態
五使嶼上有龍鬚狀的草，可以編織草蓆、還有紅色的荔枝林，果實大而甜美，但也有人的外型、有著長及肩膀的毛髮、黑色臉部且表情猙獰的怪物，被稱為五使嶼上的「生人」。
島上雖然有曾有人居住的瓦屋，但裡面的家具都是數百年前的東西，一碰就會化成灰

## 傳說歷史
據說五使嶼的名字來自於宋朝時曾有叫楊五使的人居住在該島上。而在近代最早是英國船隻偶然經過該島、繪測地圖，並命名為「阿美島」，也有瑞典的船隻曾經經過。1884年（光緒十年），上海的申報報導了五使嶼的事情，清朝政府為了防止列強搶先得到島嶼而命令台灣巡撫派人考察，最後由潮州人李錦堂從英國獲得島圖前往，但經過數年都沒有消息，就這樣無疾而終。

## 現代研究
有人從傳說中五使嶼的地點和地形特徵判斷五使嶼是八重山群島的其中一個島嶼。